# دیوید جی. براون
دیوید جیمز براون (به انگلیسی: David J. Brown) (زاده ۱۹۵۷) دانشمند رایانه آمریکایی است. او یکی از اعضای گروه کوچکی در دانشگاه استنفورد بود که به توسعه سیستم رایانه‌ای کمک کرد که بعدها به فناوری پایه سان مایکروسیستمز تبدیل شد و یکی از بنیانگذاران سیلیکون گرافیکس بود.

## تحصیلات
براون تحصیلات ابتدایی و متوسطه خود را در دلمار، نیویورک گذراند و سپس در دانشگاه پنسیلوانیا ، دانشکده مهندسی برق مور تحصیل کرد و آنجا در سال ۱۹۷۹ مدرک کارشناسی مهندسی و در سال ۱۹۸۰ زیر نظر مشاور روزنا باجسی کارشناسی ارشد مهندسی را دریافت کرد.
در سال ۱۹۸۴، براون به دیوید ویلر معرفی شد و از او دعوت کرد تا به عنوان کاندیدای دکترا به آزمایشگاه رایانه دانشگاه کمبریج بپیوندد. در اکتبر ۱۹۸۶، او در کالج سنت جان، کمبریج، انگلستان برای ادامه تحصیل در مقطع دکترا ثبت نام کرد. درجه پایان‌نامه او مفهوم معماری حافظه واحد را معرفی کرد. این ایده متعاقباً به‌طور گسترده‌ای مانند اینتل در معماری پردازنده‌ها و پلتفرم خود در اواخر دهه ۱۹۹۰ و بعد از آن مورد استفاده قرار گرفت.

## تخصص و حرفه
براون در سال ۱۹۸۱ به عضویت کارکنان تحقیقاتی در بخش علوم رایانه در دانشگاه استنفورد درآمد، جایی که در پروژه تحقیقاتی ورک‌‌استیشن اس‌یو‌ان با اندی بکتولشیم، قبل از تأسیس سان مایکروسیستمز کار کرد.
در سال ۱۹۸۲، براون یکی از گروه هفت کادر فنی از استنفورد بود (به همراه کرت آکلی، تام دیویس، راکی رودز، مارک هانا، مارک گروسمن و چارلز "هرب" کوتا) که به جیمز اچ کلارک پیوستند تا سیلیکون گرافیکس را تشکیل دهند.
براون و استفن آر. بورن گروه مهندسی سیستم‌های ایستگاه کاری را در دیجیتال ایکویپ‌منت کورپوریشن تشکیل دادند. آنها با هم گروهی را ساختند که مسئول معرفی خط دی‌ای‌سی‌استیشن سیستم‌های کامپیوتری بود.
در سال ۱۹۹۲، براون به سان مایکروسیستمز پیوست. او به ایجاد فرآیند مورد استفاده برای معماری نرم‌افزار سیستم شرکت کمک کرد، و سپس به تعریف رابط باینری برنامه برای سولاریس، محصول اصلی نرم‌افزار سیستم سان پرداخت. بعداً، براون روی استفاده از نرم‌افزار و شیوه‌های منبع باز سولاریس و سپس فناوری‌های آن برای محاسبات با انرژی کارآمد کار کرد.
در سال ۱۹۹۸، براون به عضویت شورای انجمن ماشین‌های حسابگر انتخاب شد و در سال ۲۰۰۳ سردبیر مجله ای‌سی‌ام کیو شد و چندین مقاله تا سال ۲۰۱۰ تولید کرد.